# Isicabu reavelli
Isicabu reavelli är en spindelart som beskrevs av Griswold 1987. Isicabu reavelli ingår i släktet Isicabu och familjen Cyatholipidae. Inga underarter finns listade i Catalogue of Life.